# JR貨物UT21C形コンテナ
UT21C形コンテナ（UT21Cがたコンテナ）は、日本貨物鉄道（JR貨物）輸送用として籍を編入している、20 ft形の私有コンテナ（タンクコンテナ）である。

## 概要
本形式の数字部位 「 21 」は、コンテナの容積を元に決定される。このコンテナ容積21 ㎥の算出は、厳密には端数四捨五入計算の為に、内容積20.5 - 21.4 ㎥の間に属するコンテナが対象となる。また形式末尾のアルファベット一桁部位 「 C 」は、コンテナの使用用途（主たる目的）が 「 危険品の輸送 」を表す記号として付与されている。

## 番台毎の概要

### 8000番台
8001
日陸所有、液化イソブチレン専用。全高2,591mm（ H = 規格外ハローマーク付き）、最大総重量19.07t（ G = 規格外ハローマーク付き）。コキ100系積載限定。東京貨物ターミナル駅・京葉久保田駅 - 四日市駅間のみで運用されている。
8002
日輪所有、液化イソブチレン専用。全高2,591mm（規格外）、最大総重量18.83t（規格外）。コキ100系積載限定。

## 外部サイト
- コンテナの絵本
- コンテナ日和